# 나카바야시 히로쓰구
나카바야시 히로쓰구(일본어: 中林 洋次, 1986년 4월 28일 ~ )는 일본의 축구 선수이다.

## 구단 경력
그는 2005년부터 2022년까지 J리그의 사간 도스, 산프레체 히로시마, 파지아노 오카야마, 요코하마 F. 마리노스에서 활동하였다.